# Международный пакт об экономических, социальных и культурных правах
Международный пакт об экономических, социальных и культурных правах — пакт, принятый Генеральной Ассамблеей ООН 16 декабря 1966 года и вступивший в силу 3 января 1976 года.
На октябрь 2016 года в пакте участвуют 164 государства. Крупнейшее государство, не являющееся участником пакта, — США (подписали в 1977 году, но не ратифицировали). Ряд стран присоединились к пакту с оговорками, обычно касающихся трудовых прав (обычно сохраняя возможность ограничения права на забастовку; но бывали и противоположные исключения — так, когда пакт подписала Новая Зеландия, в её законодательстве существовало положение о всеобщем членстве в профсоюзах, что шире, чем оговоренное в пакте право вступать в профсоюзы).
СССР подписал пакт 18 марта 1968 года. Ратифицирован Президиумом Верховного Совета СССР 18 сентября 1973 года с заявлением. Ратификационная грамота СССР депонирована Генеральному секретарю ООН 16 октября 1973 года. Вступил в силу для СССР 3 января 1976 года.
10 декабря 2008 года Генеральная Ассамблея ООН приняла факультативный протокол к пакту, предусматривающий возможность подачи жалоб на нарушения пакта. Для вступления протокола в силу согласно его ст. 18 необходима его ратификация или присоединение к нему десяти стран-участниц Пакта (порог достигнут 5 февраля 2013 года, когда участником протокола стал Уругвай; протокол вступил в силу через 3 месяца после этого события, то есть 5 мая 2013 года). На октябрь 2016 года, протокол вступил в силу для 22 стран из 45

## История подготовки
В 1948 году Генеральная Ассамблея ООН просила комиссию подготовить в первоочередном порядке проект пакта о правах человека и проект мероприятий по их осуществлению. В 1949 году комиссия рассмотрела текст проекта пакта, а в следующем году она пересмотрела первые 18 статей на основании замечаний, полученных от правительств. В 1950 году Генеральная Ассамблея в своей резолюции заявила, что «пользование гражданскими и политическими свободами и обладание правами экономическими, социальными и правами в области культуры связаны между собой и взаимно обусловливаются». Затем Ассамблея приняла решение включить в пакт о правах человека права экономические, социальные и культурные, а также определённое определение равенства мужчин и женщин в отношении этих прав, как это предусмотрено уставом.
В 1951 году комиссия составила 14 статей об экономических, социальных и культурных правах на основании предложения правительств и мнений специализированных учреждений. Она также сформулировала десять статей о мерах по осуществлению этих прав, в соответствии с которыми государства-участники пакта должны подавать периодические доклады.
После длительных дебатов на своей сессии в 1951 году Генеральная Ассамблея поручила Комиссии «выработать проект двух пактов о правах человека, в одном из которых должны содержаться гражданские и политические права, а во втором права экономические и социальные и права в области культуры». Ассамблея подчеркнула, что оба пакта должны включать как можно больше аналогичных положений, а также статью, которая предусматривает, что «все народы имеют право на самоопределение».
Комиссия завершила разработку проектов двух пактов на своих девятой и десятой сессиях, проводимых соответственно в 1953 и в 1954 годах. Генеральная Ассамблея рассмотрела проекты пактов в 1954 году и приняла как можно шире обнародовать проекты пактов для того, чтобы правительства могли детально изучить их и чтобы общественное мнение тоже было свободное проявление. Она рекомендовала, чтобы Третий комитет начал постатейное обсуждение текстов на своей сессии в 1955 году. Хотя постатейное обсуждение началось в указанный срок, разработка пактов была завершена только в 1966 году.
Таким образом, в 1966 году была завершена разработка двух Международных пактов о правах человека (вместо одного, как предполагалось вначале): Международного пакта об экономических, социальных и культурных правах и Международного пакта о гражданских и политических правах. Кроме того, Факультативный протокол к Международному пакту о гражданских и политических правах предусматривает механизм для рассмотрения сообщений от отдельных лиц, которые утверждают, что они являются жертвами нарушения каких-либо прав, изложенных в Пакте.

## Каталог прав
- Статья 1 — право на самоопределение;
- Статья 6 — право на труд;
- Статья 7 — право на справедливые и благоприятные условия труда;
- Статья 8 — право на создание профсоюзов и забастовки;
- Статья 9 — право на социальное обеспечение;
- Статья 10 — защита семьи, материнства и детей;
- Статья 11 — право на достаточный жизненный уровень (включает право на жилище и на питание);
- Статья 12 — право на наивысший достижимый уровень физического и психического здоровья;
- Статья 13 — право каждого человека на образование;
- Статья 14 — план действий по введению обязательного бесплатного всеобщего начального образования;
- Статья 15 — право на участие в культурной жизни, пользование результатами научного прогресса и защитой интересов, связанных с собственным творчеством.

## Надзор за соблюдением
За соблюдением государствами-участниками своих обязательств по пакту и уровнем осуществления соответствующих прав и обязанностей наблюдает Комитет по экономическим, социальным и культурным правам.
В своей деятельности Комитет опирается на множество информационных источников, включая доклады, представляемые государствами-участниками, и сведения, поступающие из специализированных учреждений Организации Объединённых Наций: Международной организации труда, Организации Объединённых Наций по вопросам образования, науки и культуры, Всемирной организации здравоохранения, Продовольственной и сельскохозяйственной организации Объединённых Наций, — а также из Управления Верховного комиссара ООН по делам беженцев, Центра организации Объединённых Наций по населенным пунктам и других учреждений. Кроме того, ему представляют информацию неправительственные и общественные организации, действующие на территории государств, ратифицировавших пакт, международные правозащитные организации и другие неправительственные организации, а также другие договорные органы Организации Объединённых Наций кроме того, Комитет пользуется общедоступными источниками.
Международный контроль за соблюдением экономических, социальных и культурных прав обычно не связан с рассмотрением индивидуальных жалоб.